# Společenský dům Poldi Kladno

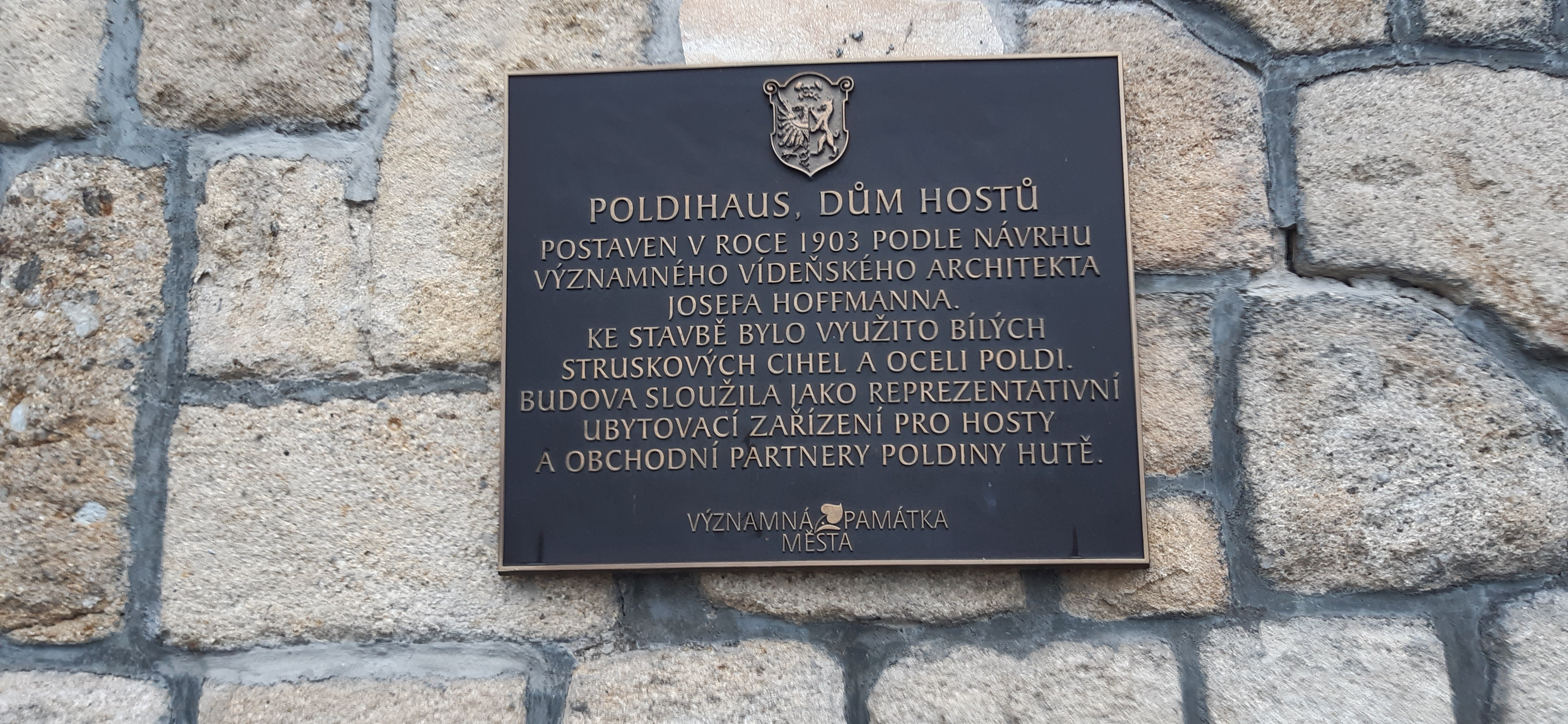
Společenský dům Poldi Kladno, památkově chráněný objekt

Společenský dům Poldi Kladno (tzv. Poldihaus nebo Dům hostů Poldi Kladno) v Příčné ulici čp. 1533 je památkově chráněný objekt. Budovu navrhl vídeňský architekt Josef Hoffmann. Je jednou z nejcennějších architektonických památek v městě. Budova s pozemkem je od roku 1958 chráněn jako kulturní památka ČR.

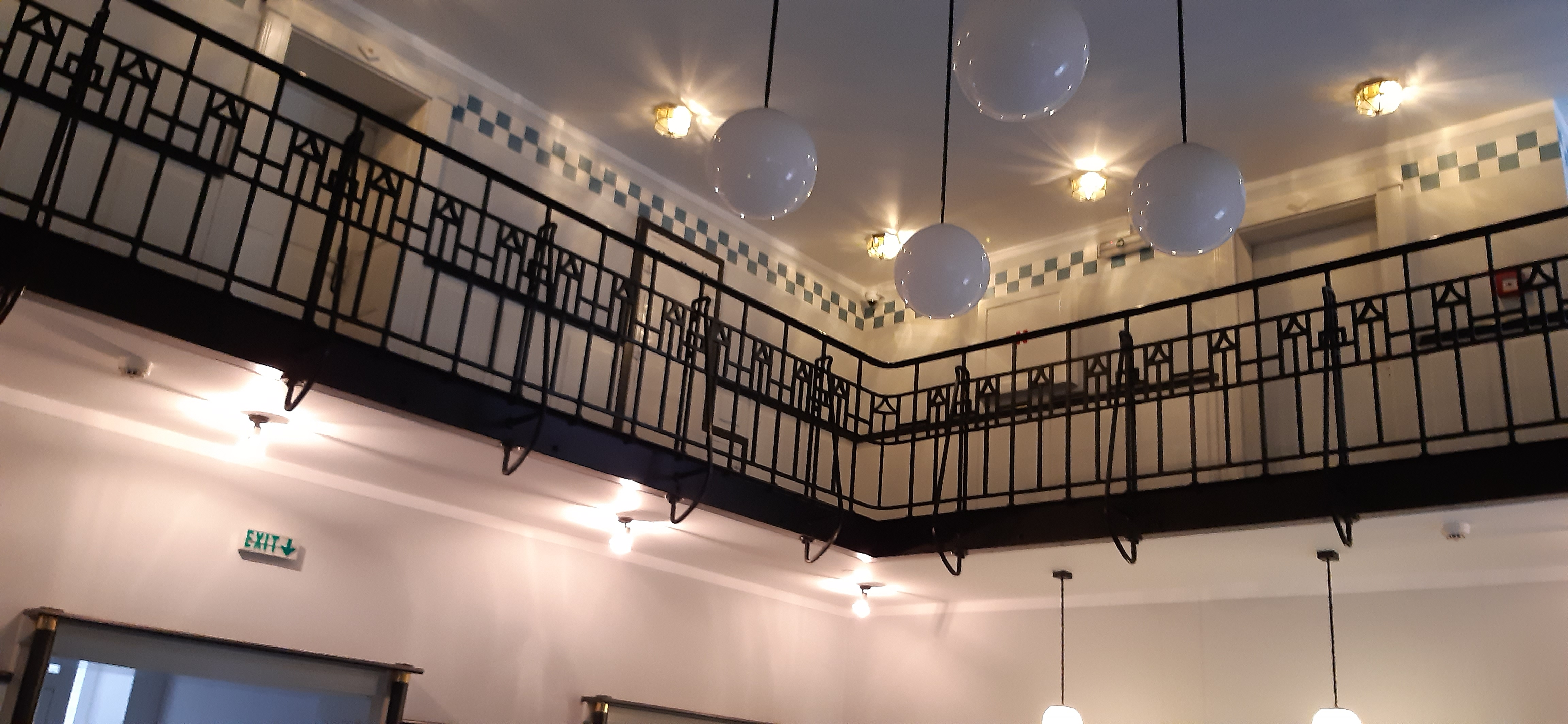
Společenský dům Poldi Kladno, hala s kovovým zábradlím

## Historie
Kladenské hutní provozy v čele s hutí Poldi založil v roce 1889 vídeňský velkopodnikatel Karel Wittgenstein. Bratři Karl a Paul Wittgensteinové podporovali mladého nadějného architekta a designéra Josefa Hoffmanna (mj. spolufinancovali jeho Pavilon Secese ve Vídni). Na začátku 20. století ředitelem huti a ocelárny Poldi byl Alexander Pazzani (stál v čele Poldi více než dvě desetiletí a zasloužil se o zavádění nových moderních technologií), který měl zálibu v moderním umění i architektuře a díky bratrům Wittgensteinovým se s architektem Josefem Hoffmannem seznámil. V roce 1902 ho pověřil zakázkou Gewerkschaftshotel der Poldihütte k ubytování význačných návštěv. Hoffmann v době vrcholící secese provedl stavbu včetně jejího vnitřního vybavení inspirovanou anglickou architekturou. Byla dokončena v roce 1903.
Dům stojí v bezprostřední blízkosti centrálního Náměstí Starosty Pavla dnes na ostrově s obchvatovou silnící. Právě proto se uvažovalo o jeho zbourání. Byl objeven v roce 1980, kdy na něj upozornil vídeňský historik umění ing. dr. Eduard F. Sekler v souvislosti s výstavou k životnímu jubileu architekta Josefa Hoffmanna. Tím byla vila zachráněna.
V roce 1999 provedl rekonstrukci interiéru ukrajinský malíř a architekt Orest Skop. Ústřední hala je vyzdobena fotografiemi dalších realizovaných Hoffmannových staveb a výrobků vídeňské Wiener Werkstätte.

Budova slouží jako Hotel Hoffmann. Na budově jsou umístěny pamětní desky upozorňující na stavitele objektu a skutečnost, že se jedná o památkově chráněný objekt.

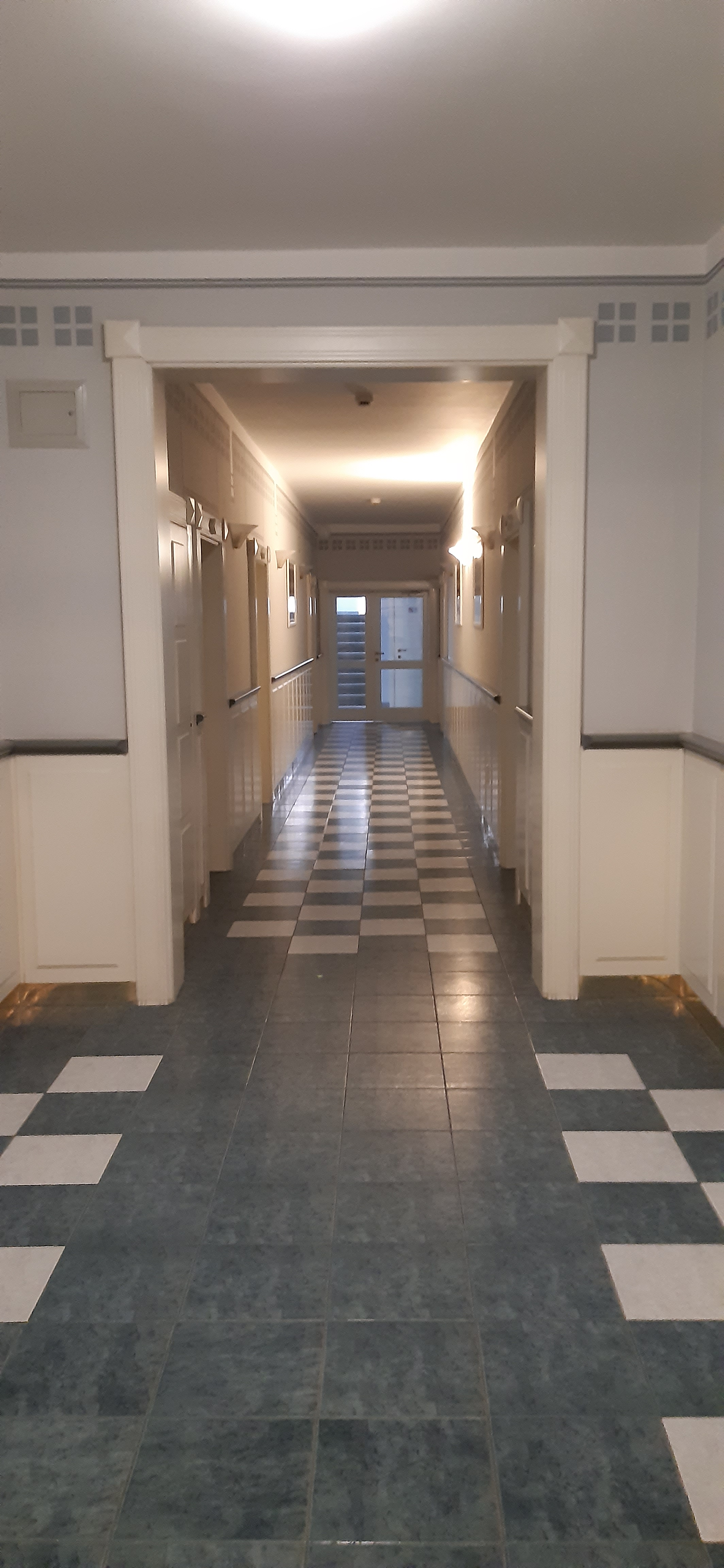
Společenský dům Poldi Kladno, chodba v přízemí

## Architektonický styl
Hoffmann tvořil dům jako celek. Vznikla prostá patrová stavba v avantgardním stylu inspirovaná anglickou architekturou a udivující svou asketickou strohostí. Průčelí je z režného zdiva (světlé šedé struskové cihly, typický kladenský stavební materiál), v kombinaci s hrubou omítkou a různými kovovými prvky (traverzy v překladech oken, prutové konzoly) a dodnes udivuje svou jednoduchostí. Dům s fasádou bez ozdob je zakončen valbovou střechou. V roce 1928 byla budova tzv. Poldihausu opět Josefem Hoffmannem (s největší pravděpodobností) rozšířena o další segment a provedla kladenská stavební firma Josefa Hraběte.

## Interiéry a vnitřní vybavení
Josef Hofmann byl spolu s Franzem Messnerem také autorem kompletního vnitřního zařízení a vybavení.
Ústředním vnitřním prostorem je schodišťová hala s ochozem s kovovým zábradlím. Formy nábytku i ostatního vnitřního zařízení v hale i ostatních pokojích určovaly geometricky stylizované tvary a střídmé ornamenty. Z původního vnitřního vybavení a zařízení, jež zčásti navrhl i Hoffmannův žák Franz Messner, je dnes zachováno pouhé torzo – kovové zábradlí v hale, krbová kamna, obložení stěn v jídelně, kliky, vestavěné skříně, kování oken a dveří a solitérní kusy nábytku v jednotlivých místnostech.

Kovové prvky, především zábradlí ve schodišťové hale, jsou z produkce Poldiny hutě.

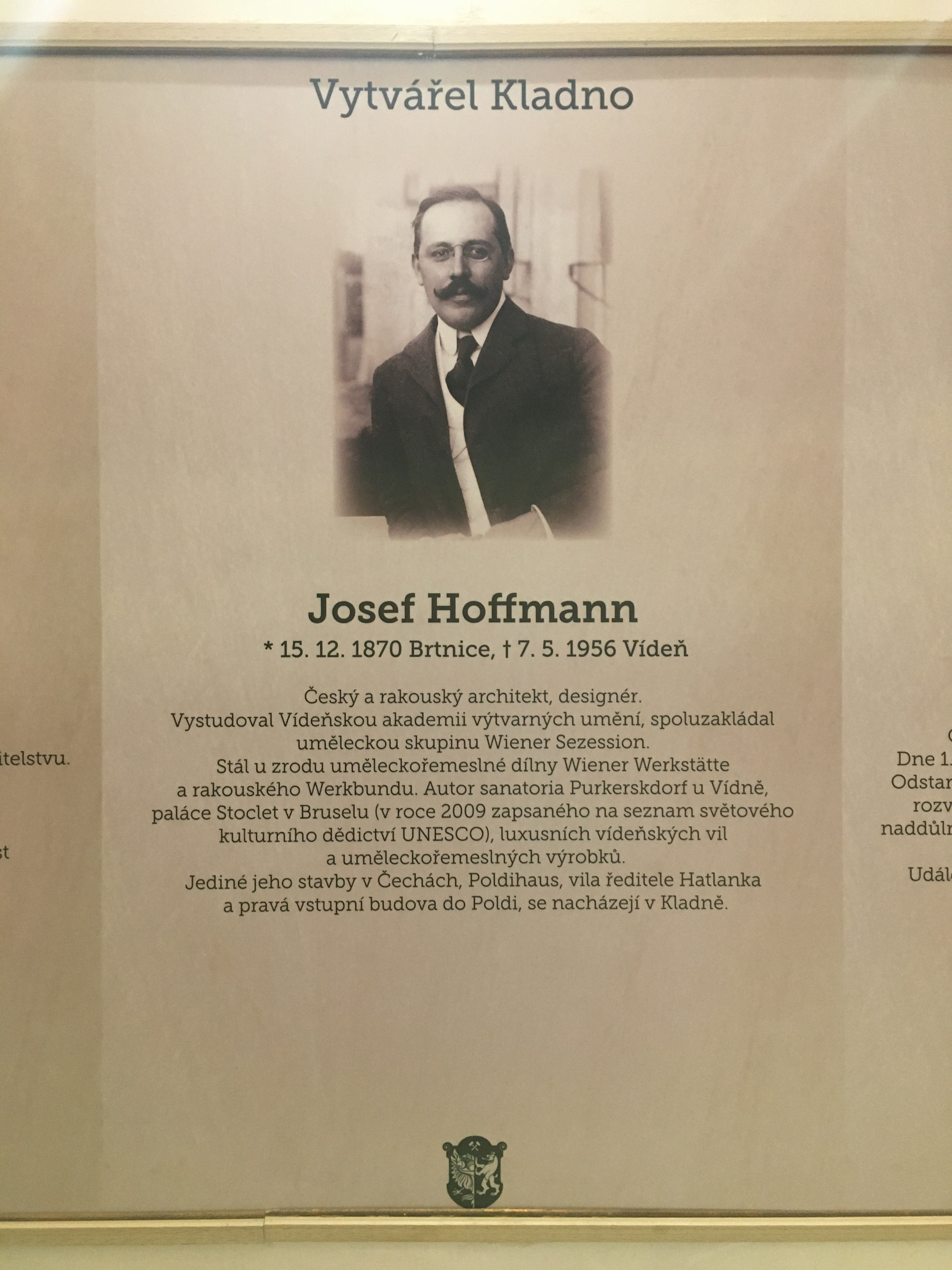
Deska Josefa Hoffmanna